# Бойкот Партії регіонів
Бойко́т Па́ртії регіо́нів — всеукраїнська громадянська кампанія бойкоту товарів та послуг, вироблених компаніями, що належали членам і вихідцям з Партії регіонів. Кампанія розпочалася у грудні 2013 року під час Євромайдану у відповідь на непідписання Урядом України Угоди про асоціацію з ЄС і репресії та побиття щодо мирних протестувальників Євромайдану, журналістів тощо.
2 березня 2014 року, після початку «Кримської кризи», активісти кампанії переорієнтувалися на аналогічну кампанію «Не купуй російське!», активісти оголосили про бойкот російських товарів. Відтоді «Бойкот Партії регіонів» почав втрачати системний характер.

## Тактика
Метою кампанії учасники бойкоту проголосили якнайбільше погіршити фінансове становище членів Партії регіонів. Крім того, активісти закликали членів виходити із партії та публічно оголосити підтримку Євромайдану.

## Стратегія
Ініціатори кампанії оприлюднили список компаній та брендів, які, за їхніми твердженнями, належать членам Партії регіонів, та закликали відмовитися від їхніх товарів та послуг. Таким чином активісти прагнули завдати збитки чи зменшити прибутки від продажів власникам торговельних марок.
Активісти кампанії пікетували торговельні центри та підприємства, які пов'язували з бізнесом членів Партії регіонів, поширювали листівки із закликами бойкоту товарів конкретних брендів чи магазинів.

## Гасла
Гасла, що використовували учасники кампанії:
- «Бойкот фінансистам кривавих побоїщ!»;
- «Жодної копійки в общак»;
- «Ти заробляєш — він краде!»;
- «Вчора Ви в них купили — сьогодні вони тітушок проплатили!»;
- «Не купуй, ігноруй»

та інші.

## Інтерактивна карта
У мережі інтернет створили інтерактивну карту, на якій були позначені будинки, дачі, офіси, партійні осередки людей, пов'язаних із ПР (як в Україні, так і за кордоном).

## Результати
Якщо спочатку регіонали вдавали, ніби ігнорують бойкот і він ніяк не впливає на їхній бізнес, то через деякий час риторика різко змінилася. Було багато заяв від регіоналів про недопустимість таких акцій. Але про свої реальні збитки вони відмовчувалися. Ініціатори бойкоту в свою чергу запевняли, що цифри недоотриманих прибутків відчутні. Експерти вважають, що внаслідок акцій та інформаційної кампанії постраждав передусім імідж бізнесу регіоналів і за кордоном.
За інформацією активістів, у Києві вдвічі впали продажі хлібобулочних виробів одного з підприємств, що належав члену Партії регіонів.
Були випадки нападів на ресторани. Слід зазначити що організатори кампанії закликають лише до ненасильницьких методів бойкоту, будь-які погроми вони засуджують і називають це провокаціями.
31 січня 2014 року, харківський банк Меркурій заявив на своєму офіційному сайті, про часткову неплатоспроможність. До цього активісти харківського Автомайдану закликали клієнтів забирати гроші з банку Меркурій звинувачуючи його у фінансуванні харківського клубу «Оплот», члени якого неодноразово відвідували Київ з метою підтримати акції так званого Антимайдану.
В лютому 2014 в Брокбізнесбанку виникли труднощі з платоспроможністю що породило відтік частини активів клієнтів.
19 лютого 2014 під впливом протистояння у Києві днем раніше вийшов з Партії регіонів голова Львівської міської організації Партії регіонів Олег Баран. Він є власником ТОВ «Барком» (Торгова марка «Родинна ковбаска»). Про серйозне дошкуляння бойкоту «Родинній ковбасці» свідчив також той факт, що в деяких магазинах самі продавці знімали впізнавані вивіски. Після виходу Барана з ПР припинено бойкотування продукції «Родинної ковбаски» та «Родинної кондитерської». Наступного дня з ПР вийшов Петро Писарчук, власник ринку Південний у Львові.
Того ж дня, коли під час акції «Кров на ваших руках» активісти залили червоною фарбою ґанок офісу «Систем Кепітал Менеджмент» (бізнесу Ріната Ахметова), група СКМ нарешті вперше офіційно відреагувала на Майдан і засудила силові дії.
Олійник та Азаров теж визнали, що бойкот суттєво впливає на доходи компаній регіоналів

Нардеп Віктор Пилипишин, захищаючи свій чай Batik, який теж бойкотувався, не стримався в соцмережі Facebook: 
|  | «Вам не подобається чай Batik... Немає проблем... Так пийте, наприклад, «Майский» або «Принцесу Нурі»... Патріоти хренові... Виколіть собі два ока... А ми далі йтимемо вперед, пахатимемо, допомагатимемо... Як ви дістали вже, демагоги, популісти, вимагачі, імпотенти... Ви однакові... Ви ненавидите самостійних і самодостатніх... тому що рабство у голові. Мені вас шкода...» |

### Мережа «Епіцентр»
22 грудня 2013 року активісти майдану заблокували гіпермаркет «Епіцентр» в Рівному, власниками якого є нардеп від Партії Регіонів Олександр Герега та його дружина Галина Герега, секретар Київради.
23 січня 2014 року в Хмельницькому за різними оціками від 2 000 до 3 500 мітингувальників заблокували мережу будівельних супермаркетів «Епіцентр». Акція розпочалася 23 січня о 17:00 на Майдані Незалежності. Потім мітингувальники перекрили частину вулиці кам'янецької.
26 січня 2014 року активісти заблокували діяльність двох львівських гіпермаркетів «Епіцентр».
Лютий 2014-го — у Дніпрі активісти проводили бойкот магазину Епіцентр.
31 січня 2014 року активісти заблокували діяльність гіпермаркету «Епіцентр» в Луцьку.

## Репресії
10 лютого в Луцьку міліція офіційно повідомила лідера всеукраїнської молодіжної організації Національний альянс і помічника депутата Волинської ради Ігоря Гузя Майю Москвич про підозру у кримінальному провадженні за ч. 2 ст. 296 (хуліганство) Кримінального кодексу України. Санкція статті передбачає обмеження волі на строк до п'яти років або позбавлення волі на строк до чотирьох років.
Депутат Ігор Гузь нагадав, що 5 лютого в рамках кампанії бойкоту бізнесу регіоналів у Луцьку активісти вирушили до установ, "що належать членам цієї партії або їх сателітам".
Ігор Гузь зазначив:
|  | Роздавали агітаційні матеріали, клеїли наклейки і вилили кілька відер пофарбованої в червоний колір води під двері цих офісів. Тобто за наклейку на склі та розлиту воду під поріг, активістку хочуть посадити за ґрати на чотири роки! Важливо розуміти, що заяви в міліцію писали окремі місцеві керівники, які представляють на Волині бізнес регіоналів. Без сумніву ми опублікуємо, хто саме це зробив, країна повинна знати своїх "героїв". |

## Програмне забезпечення

### Мобільний додаток
Активісти ініціативи створили кілька додатків для мобільних пристроїв на операційній системі Android.

### Аддони для браузерів
Також існує додаток для браузера Mozilla Firefox та Google Chrome, який працює на персональних комп'ютерах під ОС Windows та Linux і на мобільних телефонах з Android. Він повідомляє користувача, якщо він заходить на сайт, що належить представнику ПР.